# Scrutin d'arrondissement
Le scrutin d’arrondissement,,, est un mode de scrutin uninominal majoritaire, anciennement utilisé, en France, pour l’élection de la chambre basse.

## Histoire
Le scrutin par arrondissement apparaît, sous la Seconde Restauration, avec l’ordonnance du 13 juillet 1815. 
Le scrutin d’arrondissement est établi, sous la monarchie de Juillet, par la loi du 19 avril 1831 sur les élections à la Chambre des députés.
Il est rétabli, sous la IIe République, par le décret du 8 février 1852. Il s’applique jusqu’à la fin du Second Empire.
La IIIe République est « l’âge d’or » du scrutin d’arrondissement. Son rétablissement, par loi du 30 novembre 1875, est issu d’un amendement d’Antonin Lefèvre-Pontalis. Un arrondissement pouvait toutefois élire plus d'un député, à raison d'un député par fraction de 100 000 habitants. Remplacé par le scrutin de liste par la loi du 16 juin 1885, il est rétabli le 13 février 1889 et s’applique jusqu’à la fin de la IIIe République, excepté de 1919 à 1927, période pendant laquelle s’applique la loi du 12 juillet 1919, un scrutin de liste départemental partiellement proportionnel.
Les dernières élections générales au scrutin d’arrondissement se sont déroulées les 26 avril et 3 mars 1936.

### Textes officiels
- Loi du 19 avril 1831 sur les élections à la Chambre des députés
- Loi organique du 30 novembre 1875 sur l’élection des députés
- Loi du 13 février 1889 rétablissant le scrutin uninominal pour l’élection des députés
- Loi du 21 juillet 1927 portant rétablissement du scrutin uninominal pour l'élection des députés, dans Journal officiel de la République française. Lois et décrets, vol. 59e année, no 169 du 22 juillet 1927, p. 7547 (lire en ligne [fac-similé]).